# БаХ-синагога

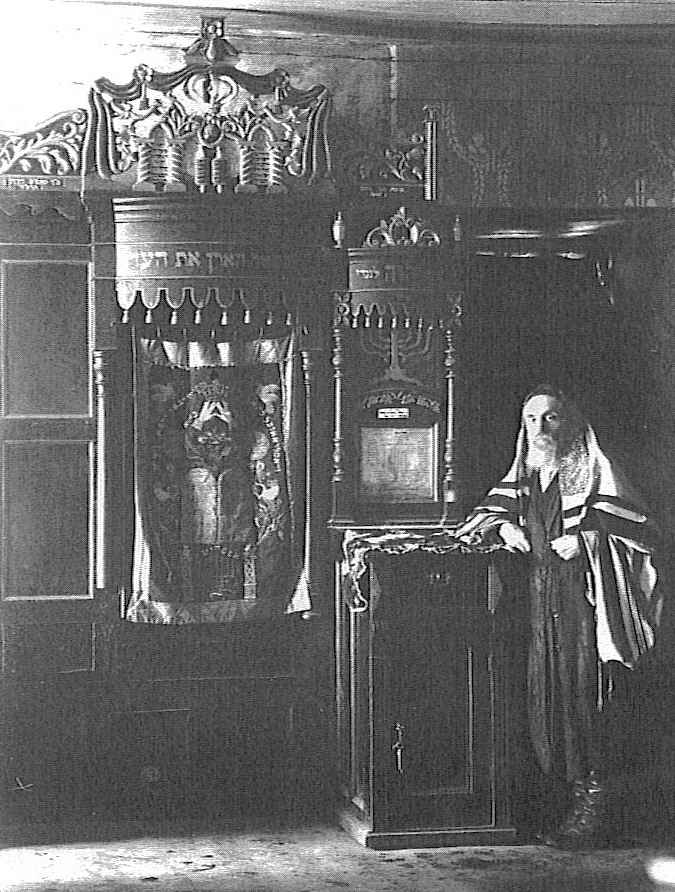
Всередині синагоги в 1930 році. Арон Га-кодеш, який можна побачити на фото, мабуть, був кінця XVIII або початку XIX століття

БаХ-синагога — синагога у селищі Меджибіж Хмельницької області про яку збереглося мало відомостей. Вона також була відома як «Стара синагога» та «Сіркіс Шуль».

## Історія
Синагога була побудована до 1612 року. Її назва утворена з перших літер назви книги «Байт Хадаш» (івр. בית חדש, укр. Новий дім) рабина Йоеля Сіркіса (івр. יואל בן שמואל סירקיש), який також був відомий під абревіатурою «БаХ» (івр. ב׳׳ח). Єврейська громада в Меджибожі була однією із найстаріших на території сучасної України, з першими задокументованими згадками з 1509 року.
Синагогу підпалили німецькі окупанти під час Другої світової війни. Остаточно розібрана в 1950-х роках. Сьогодні видно лише відкриті стіни фундаменту.

## Архітектура
Головний зал був прямокутним із дерев'яною стелею. Він був накритий вальмовим дахом. На (довшій) північній та південній сторонах було по три високі загострені аркові вікна, а також два на східній стороні, де між ними було кругле вікно (окулюс). Про вікна із західної сторони нічого не відомо.
Імовірно, синагога мала двоповерхову прибудову з вестибюлем, а над нею — галерея з кімнатою для жіночих молитв. Невідомо, чи це була оригінальна частина будівлі, чи пізніша прибудова.
Про біму відомості відсутні.

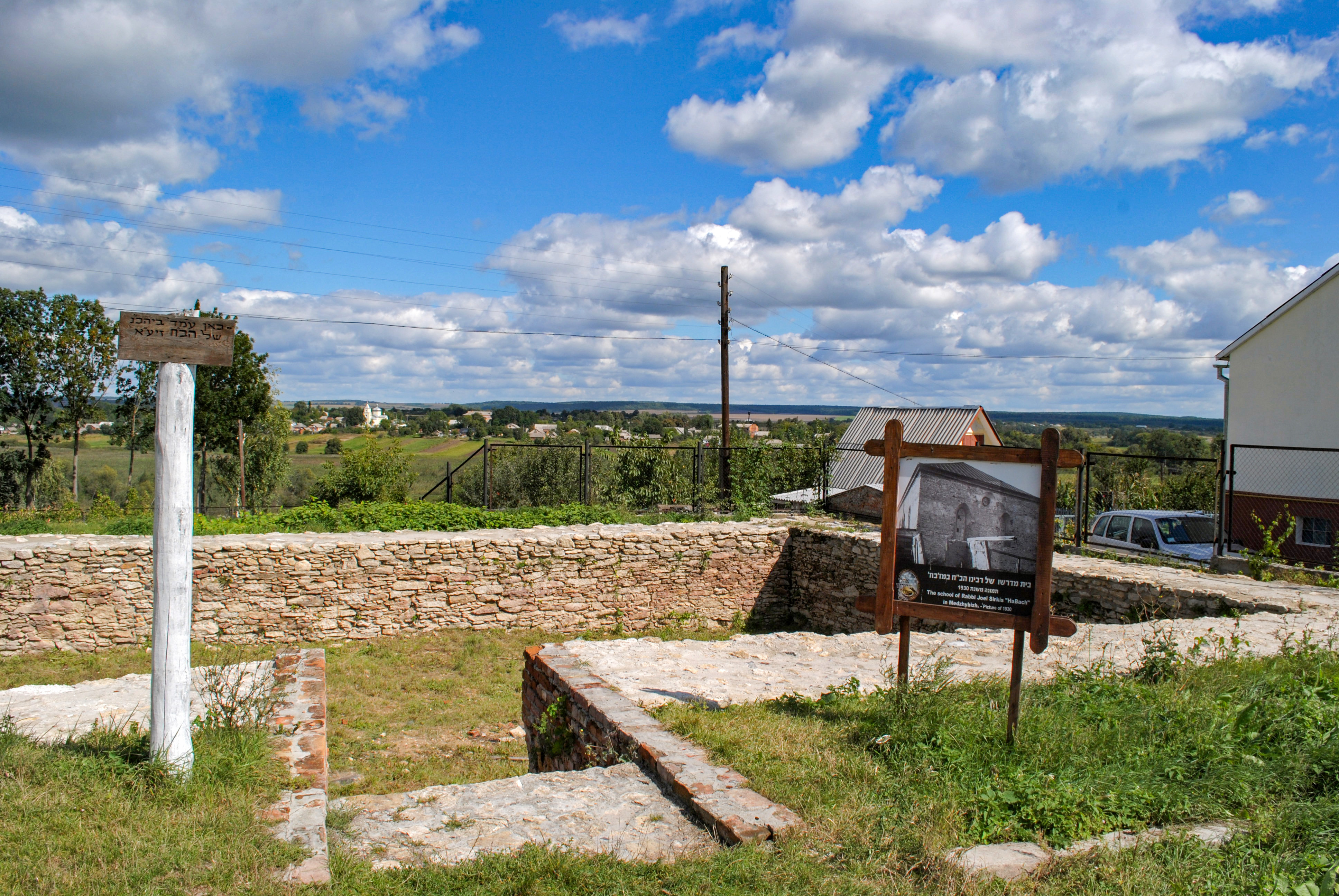
Руїни (фундамент) Великої синагоги (вересень 2013 року)
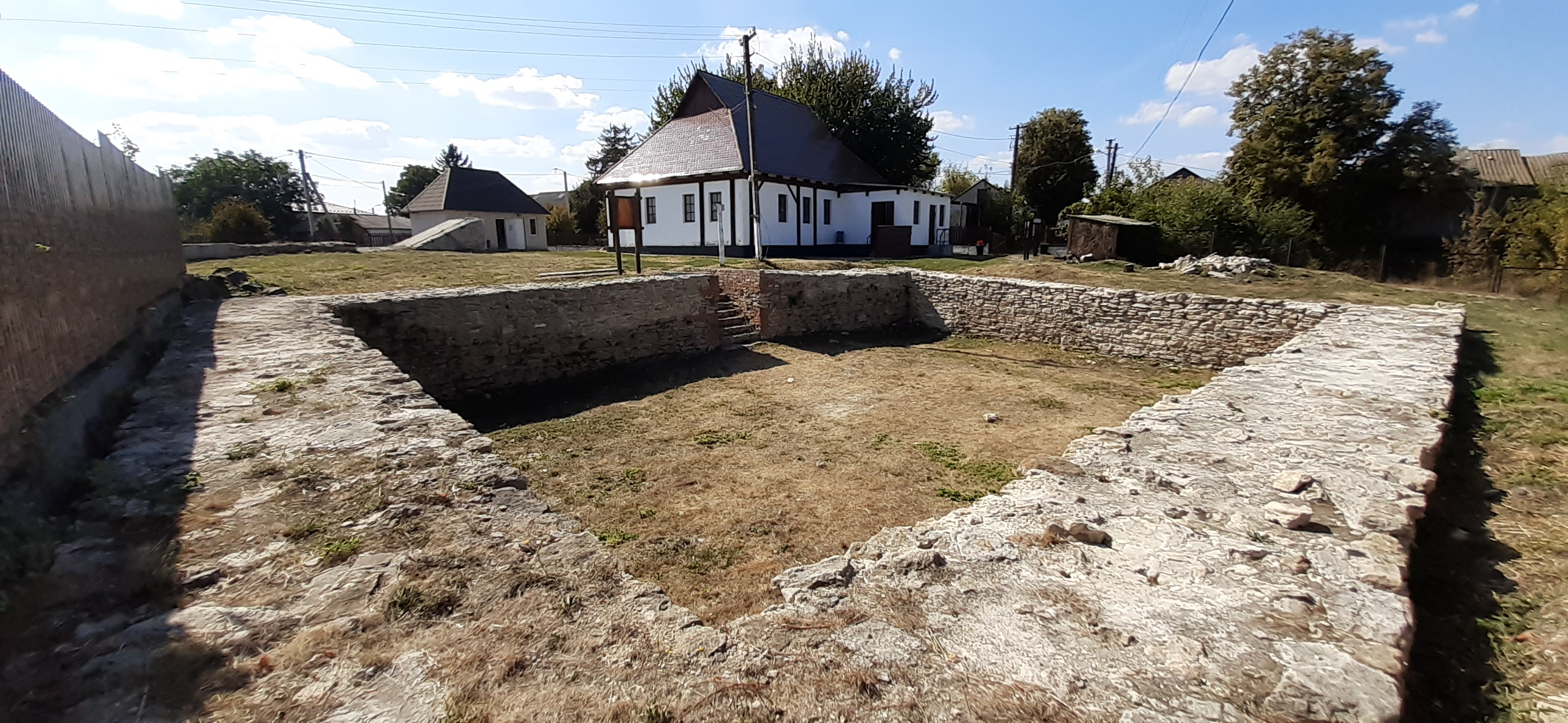
Руїни (фундамент) Великої синагоги. На задньому плані — Бет мідраш Баал Шем Това (вересень 2019 року)
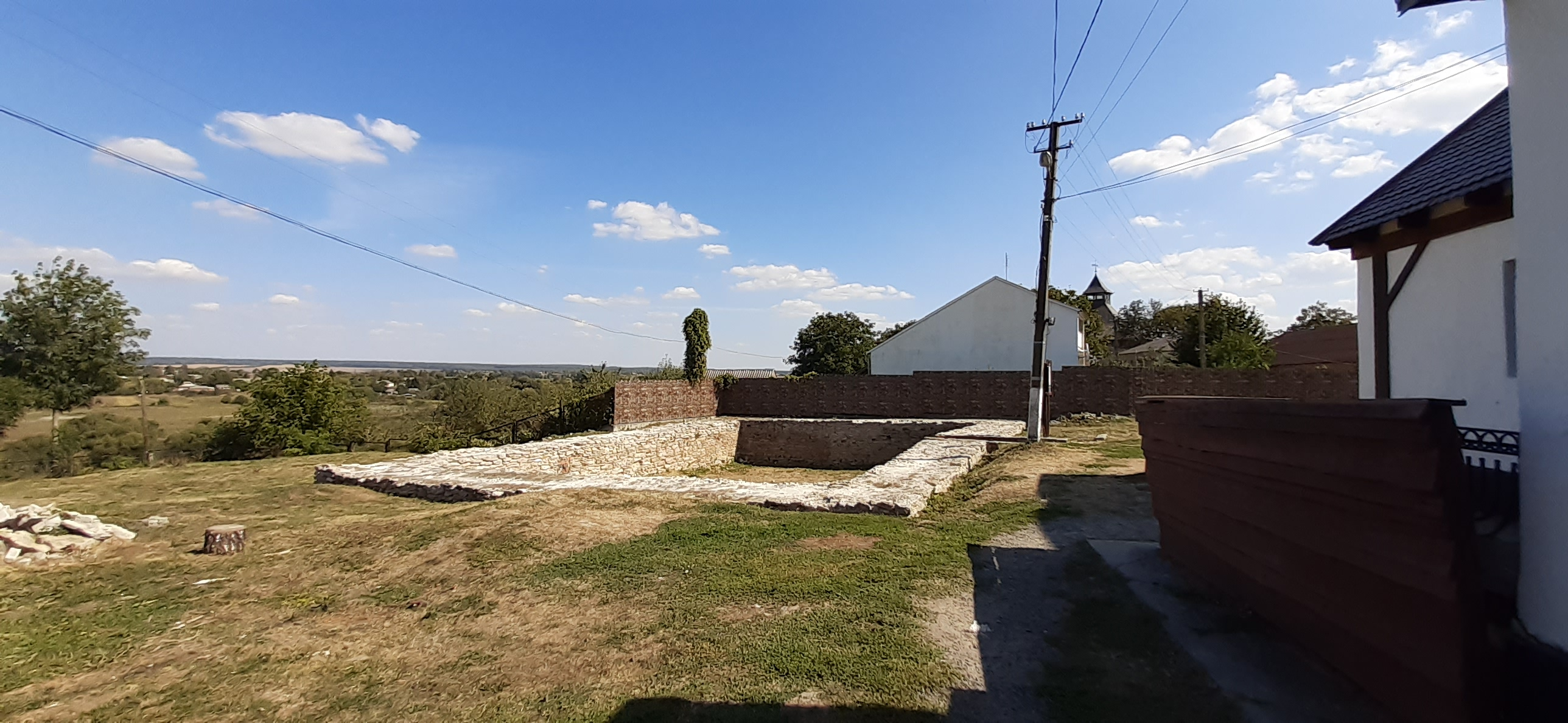
Руїни (фундамент) Великої синагоги. Праворуч на фото — Бет мідраш Баал Шем Това (вересень 2019 року)
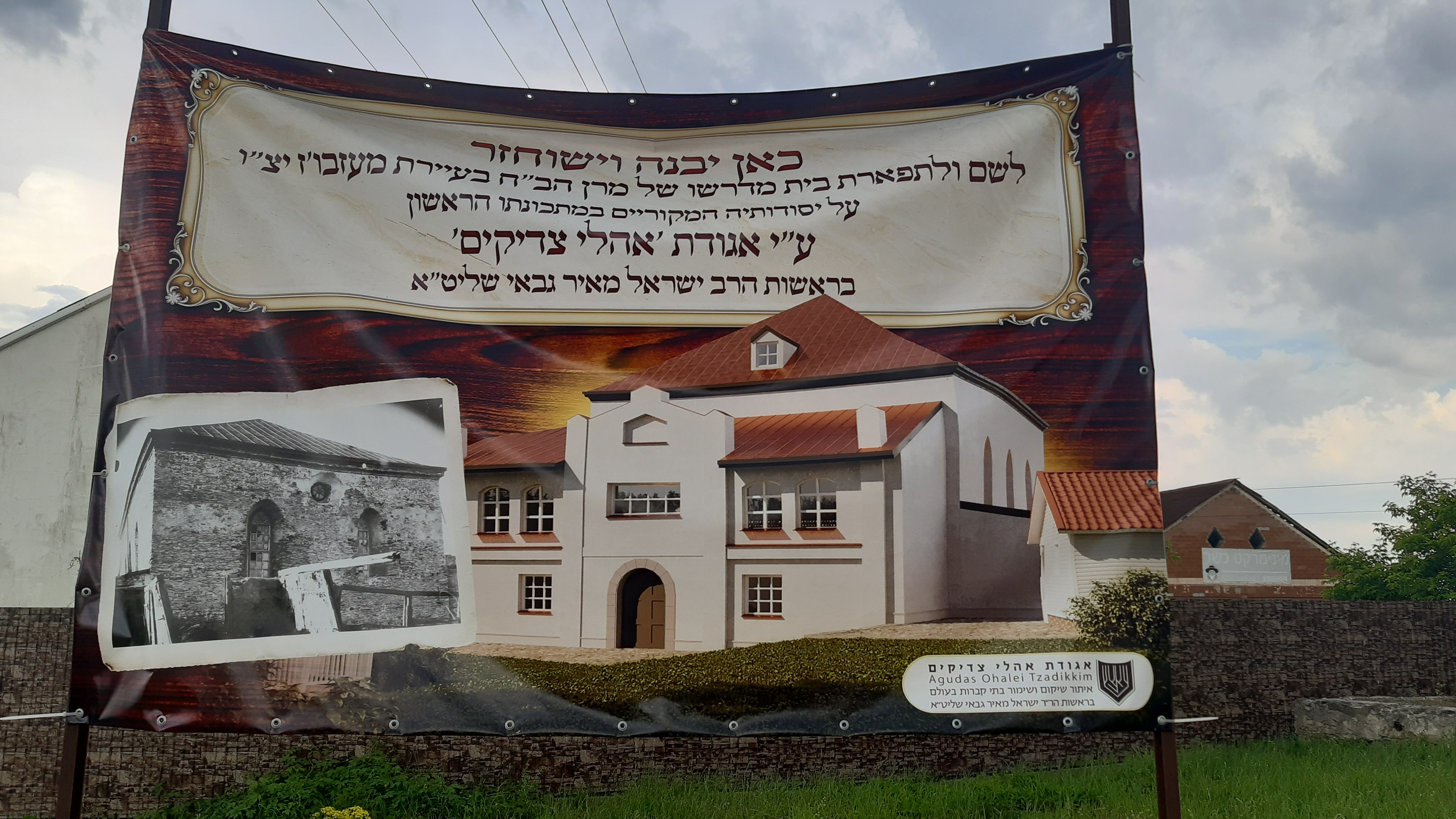
Банер з проектом сучасної відбудови синагоги БаХа в Меджибожі (червень 2023 р.).